# Groby Old Hall

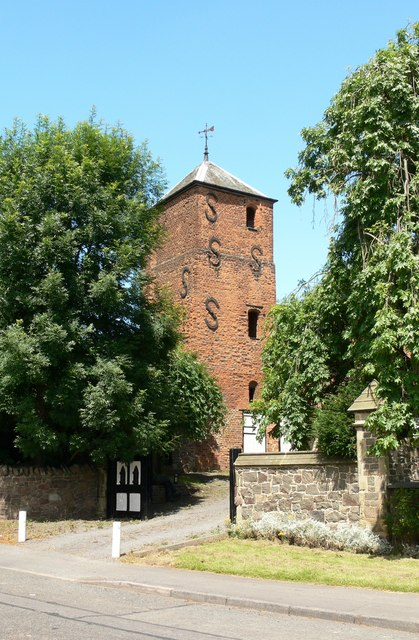
Groby Old Hall

Groby Old Hall ist ein Herrenhaus in der Nähe von Groby Castle im Dorf Groby in der englischen Grafschaft Leicestershire. Das teilweise im 15. Jahrhundert aus Ziegeln erbaute Haus ist von English Heritage als historisches Bauwerk II*. Grades gelistet.

## Geschichte
Das große Haus, das vor dem heutigen Gebäude an diesem Standort lag, ließ vermutlich die Familie Ferrers of Groby errichten. Der 1. Baron Ferrers of Groby hatte seinen Titel für Dienste für die Könige Eduard I. und Eduard II. erhalten. Das Haus und der Baronstitel fielen durch Heirat von Elizabeth Ferrers, Enkelin und Erbin des 5. Barons Ferrers, mit Sir Edward Grey um 1432 an die Familie Grey. Die bekanntesten Mitglieder der Familie Grey waren Königinnen von England (wenn auch teilweise nur kurzzeitig): Elizabeth Woodville und Lady Jane Grey.
Elizabeth Woodville heiratete Sir Edward Greys Sohn John und die beiden zogen nach Groby, wo sie zwei Söhne hatten. Nach John Greys Tod in der zweiten Schlacht von St Albans 1461 bat seine Witwe König Eduard IV. um die Rückgabe der konfiszierten Ländereien. Sie gewann nicht nur ihren Fall, sondern auch das Herz des Königs und wurde so seine Gattin. Als Königin bemühte sie sich darum, die Angelegenheiten ihrer Woodville-Verwandtschaft, ihrer Söhne von John Grey und ihrer Kinder von Eduard IV. voranzubringen, allerdings mit gemischtem Erfolg. Von den königlichen Kindern wurden zwei jungen unglückliche Prinzen im Tower, wogegen ihre Tochter, auch mit Namen Elizabeth, den Sieger der Schlacht von Bosworth, König Heinrich VII., heiratete und so die Häuser Lancaster und York am Ende der Rosenkriege vereinte. Elizabeth Woodville erlebte die Geburt zweier königlicher Enkel, Prinz Arthur und den späteren König Heinrich VIII.
Auch ihr Sohn Thomas Grey machte Karriere: Erst wurde er zum Earl of Huntingdon ernannt und dann 1475 zum Marquess of Dorset. Nach dem Tod Eduards IV. und dem Aufstieg Richards III. musste er ins Exil nach Frankreich fliehen, wo er sich Henry Tudor als geschätzter, aber unzuverlässiger Unterstützer der Sache des Hauses Lancaster anschloss. Nachdem Henry Tudor Richard III. 1485 besiegt hatte, hielt Thomas Grey seine unsichere Position am neuen Königshof, fand aber Mittel, seine angestammte Grundherrschaft in Groby aufzuwerten. Es scheint, dass er Arbeiten an einem neuen Torhaus aus Ziegeln an derselben Stelle wie das alte Herrenhaus beauftragte, das später Teil des heute „Old Hall“ genannte Gebäudes wurde. Bald aber hatte er größere Pläne und ließ mit dem Bau eines vollkommen neuen großen Haus in seinem Jagdgebiet in Bradgate Park, einige Meilen entfernt, beginnen, das allerdings erst einige Zeit nach seinem Tod 1501 fertiggestellt wurde. Bradgate House wurde für die folgenden 240 Jahre der Sitz der Greys, wenn auch mit einigen Unterbrechungen um 1554, und dort wurde auch Thomas Greys Urenkelin, Lady Jane Grey geboren und aufgezogen.
Groby Old Hall, in die einige viel ältere Überreste integriert wurden, blieb ein wichtiger Teil des Anwesens in Groby und teilte das wechselvolle Schicksal der Familie Grey. Man weiß nicht, wann das einst großartige Herrenhaus abgerissen wurde. Es war Thema einer wenig beweiskräftigen Sendung von Time Team im Jahre 2011. Das Torhaus aus roten Ziegeln wurde zur „Old Hall“ und ist einer der frühesten Ziegelbauten Englands.

## In Kunst und Kultur
Der alte Herrensitz, der mit dem Protagonisten Christopher Tietjens in Ford Madox Fords literarischem Meisterwerk über den Ersten Weltkrieg, Parade's End, das 1925 veröffentlicht wurde und 2012 als BBC-Fernsehfilm herauskam, wurde „Groby Hall“ genannt. Das große Haus mit einem alten Baum auf dem Anwesen steht im Roman in North Riding of Yorkshire.
„Tietjens“ ist eine Form des Patronyms „Theodore“, ebenso wie Teddy und Tudor, die königliche Dynastie, die von Sir John Grey of Grobys Witwe Elizabeth Woodville als königliche Schwiegermutter des illegitimen, ältesten Sohns des Earls of Richmond, Heinrich VII. durch ihre Tochter Elizabeth of York gegründet und legitimiert wurde.